# Leitzweiler
Leitzweiler ist eine Ortsgemeinde im Landkreis Birkenfeld in Rheinland-Pfalz. Sie gehört der Verbandsgemeinde Baumholder an.

## Geographie
Leitzweiler liegt im Saar-Nahe-Bergland am Rande des Naturparks Saar-Hunsrück. Zu Leitzweiler gehört auch der Wohnplatz Lindenhof.

## Geschichte
Landesherrlich gehörte die Ortschaft bis zum ersten Drittel des 18. Jahrhunderts zum Herzogtum Pfalz-Zweibrücken und unterstand als Teil der Schultheißerei Berschweiler der Verwaltung des Oberamtes Lichtenberg. Die niedere Gerichtsbarkeit stand ab 1690 den Herren von Werdenstein zu, Leitzweiler bildete nun mit Heimbach, Weiersbach und Bleiderdingen die Meierei Werdenstein. 1730 fiel diese, und damit auch Leitzweiler, an das Herzogtum Lothringen (Amt Schaumburg).
Bevölkerungsentwicklung
Die Entwicklung der Einwohnerzahl von Leitzweiler, die Werte von 1871 bis 1987 beruhen auf Volkszählungen:
| Jahr | Einwohner |
| ---- | --------- |
| 1815 | 105       |
| 1835 | 111       |
| 1871 | 153       |
| 1905 | 126       |
| 1939 | 170       |
| 1950 | 180       |
| 1961 | 161       |

| Jahr | Einwohner |
| ---- | --------- |
| 1970 | 146       |
| 1987 | 124       |
| 1997 | 121       |
| 2005 | 110       |
| 2011 | 107       |
| 2017 | 114       |
| 2023 | 112       |

## Religion
81 % der Einwohner von Leitzweiler sind katholisch, 11 % evangelisch. Die Katholiken sind der Pfarrei Herz Jesu im Nachbarort Rückweiler, Bistum Trier, zugeordnet. Für die Evangelischen ist die Kirchengemeinde Berschweiler im Kirchenkreis Obere Nahe der Evangelischen Kirche im Rheinland zuständig.

## Politik

### Bürgermeister
Andreas Werle ist seit 2014 Ortsbürgermeister von Leitzweiler. Er wurde 2024 vom Rat wiedergewählt.

### Wappen
| Wappen von Leitzweiler | Blasonierung: „In geteiltem Schild oben in Silber ein blauer, rotgezungter und -bewehrter wachsender Löwe, unten in Blau eine goldene, aufrechtstehende Roggengarbe.“        |
| Wappen von Leitzweiler | Wappenbegründung: Der blaue Löwe weist auf die ehemalige Zugehörigkeit zur Grafschaft Veldenz hin. Die Roggengarbe symbolisiert den früher bäuerlichen Charakter des Dorfes. |

## Verkehr
Leitzweiler ist über die Bundesautobahn 62, Abfahrt Freisen oder Abfahrt Birkenfeld erreichbar.
Der nächste Bahnhof ist in Heimbach, wo allerdings fast nur noch Regionalbahnen halten. Regelmäßigen Bahnanschluss gibt es ab  Hoppstädten-Weiersbach im Ortsteil Neubrücke.
Der Flughafen Frankfurt-Hahn ist in ungefähr einer Stunde mit dem PKW zu erreichen. Der nächstgelegene Flughafen ist der Saarbrücker Flughafen.